# Aïn Séfra
Aïn Séfra è un comune dell'Algeria, situato nella provincia di Naâma.

## Monumenti e luoghi d'interesse
- Parco nazionale di Djebel Aissa